# Emelio Caligdong
Emelio Caligdong, né le 28 septembre 1982 à Pototan aux Philippines, est un footballeur international philippin.
Il évolue actuellement au poste de milieu offensif avec le club de Green Archers United.

## Biographie

### Sélection
Emelio Caligdong est convoqué pour la première fois par le sélectionneur national Aris Caslib pour un match de la Tiger Cup 2004 face à la Birmanie le 8 décembre 2004. Le 14 décembre 2004, il marque son premier doublé en équipe des Philippines lors du match de la Tiger Cup 2004 face au Timor oriental.
Il participe à l'AFC Challenge Cup en 2012 avec les Philippines.

## Palmarès

### En club
- Avec le Philippine Air Force :
  - Vainqueur de la Coupe des Philippines en 2009 et 2011.

### En sélection nationale
- Vainqueur de la Philippine Peace Cup en 2012.

### Récompenses
- Meilleur buteur de la Long Teng Cup en 2011 (4 buts).

## Statistiques

### Buts en sélection
Le tableau suivant liste les résultats de tous les buts inscrits par Emelio Caligdong avec l'équipe des Philippines.